# Strobilanthes brunnescens
Strobilanthes brunnescens är en akantusväxtart som beskrevs av Raymond Benoist. Strobilanthes brunnescens ingår i släktet Strobilanthes och familjen akantusväxter. Inga underarter finns listade i Catalogue of Life.